# Mohammed Ahmed (Leichtathlet)
Mohammed Ahmed (* 5. Januar 1991 in Mogadischu) ist ein kanadischer Langstreckenläufer somalischer Herkunft.

## Leben
2012 belegte er bei den Olympischen Spielen in London über 10.000 m den 18. Platz.
Im Jahr darauf lief er bei den Crosslauf-Weltmeisterschaften 2013 in Bydgoszcz auf Rang 22 ein und wurde bei den Leichtathletik-Weltmeisterschaften in Moskau Neunter über 10.000 m.
Bei den Commonwealth Games 2014 in Glasgow wurde er Fünfter über 5000 m und Sechster über 10.000 m.
2015 siegte er bei den Panamerikanischen Spielen in Toronto über 10.000 m.
Beim 10.000-Meter-Lauf der Olympischen Sommerspiele 2020 kam er als Sechster ins Ziel. Über die 5000 m konnte er hinter Joshua Cheptegei die Silbermedaille gewinnen.
Im Februar und März konnte Ahmed gleich zwei seiner kanadischen Rekorde deutlich verbessern: Über 5000 m in der Halle lief er 12:56,87 min, über 10.000 m 26:34,14 min. Beide Rennen beendete er auf dem 2. Platz hinter Grant Fisher, der jeweils nordamerikanischen Rekord lief.

## Persönliche Bestzeiten
- 3000 m: 7:31,96 min, 25. August 2024, Chorzow (kanadischer Rekord)
  - Halle: 7:40,11 min, 20. Februar 2016, New York City (kanadischer Rekord)
- 5000 m: 12:47,20 min, 10. Juli 2020, Portland (NACAC-Rekord)
  - Halle: 12:56,87 min, 12. Februar 2022, Boston (kanadischer Rekord)
- 10.000 m: 26:34,14 min, 6. Oktober 2019, San Juan Capistrano (kanadischer Rekord)